# VK Kusbass Kemerowo
Der VK Kusbass Kemerowo (russisch волейбольный клуб Кузбасс Кемерово) ist ein russischer Männer-Volleyballverein aus Kemerowo in der Oblast Kemerowo. Seit 2010 spielt die Mannschaft in der russischen Superliga. Von 2010 bis 2013 war auch der deutsche Nationalspieler Björn Andrae für Kemerowo aktiv.